# Chom Thong (huyện)
Chom Thong (tiếng Thái: จอมทอง) là một huyện (‘‘amphoe’’) ở phía nam của tỉnh Chiang Mai phía bắc Thái Lan.
Huyện này được lập năm 1900 và có tên là Chom Thong theo truyền thuyết.

## Địa lý
Các huyện giáp ranh (từ phía nam theo chiều kim đồng hồ) là Hot, Mae Chaem, Mae Wang, Doi Lo của tỉnh Chiang Mai, Wiang Nong Long và Ban Hong của tỉnh Lamphun.
Sông chính ở huyện là sông Ping. Vườn quốc gia Doi Inthanon nằm ở huyện này.

## Hành chính
Huyện này được chia thành 6 phó huyện (tambon), các đơn vị này lại được chia thành 96 làng (muban). Chom Thong là một thị trấn (thesaban tambon), nằm trên một phần của tambon Ban Luang, Khuan Pao and Doi Kaeo. Ngoài ra có 6 tổ chức hành chính tambon (TAO).
| No. | Tên        | Tiếng Thái | Số làng | Dân số |
| --- | ---------- | ---------- | ------- | ------ |
| 03. | Ban Luang  | บ้านหลวง    | 23      | 16,550 |
| 04. | Khuang Pao | ข่วงเปา     | 15      | 10,833 |
| 05. | Sop Tia    | สบเตี๊ยะ     | 21      | 12,407 |
| 06. | Ban Pae    | บ้านแปะ     | 20      | 12,042 |
| 07. | Doi Kaeo   | ดอยแก้ว     | 09      | 05,459 |
| 09. | Mae Soi    | แม่สอย      | 15      | 09,062 |

Các con số mất là các tambon nay thuộc huyện Doi Lo.